# Žiri
 Žiri  est une commune située dans la région de Carniole au nord-ouest de la Slovénie. 

## Géographie
La commune est située à une trentaine de kilomètres à l’ouest de la capitale Ljubljana dans une région vallonnée.

### Villages
Brekovice, Breznica pri Žireh, Goropeke, Izgorje, Jarčja Dolina, Koprivnik, Ledinica, Mrzli Vrh, Opale, Osojnica, Podklanec, Račeva, Ravne pri Žireh, Selo, Sovra, Zabrežnik, Žiri  et Žirovski Vrh.

## Histoire
Des vestiges indiquent que la zone fut habitée vers 1100.

## Démographie
Entre 1999 et 2021, la population de la commune est restée stable et légèrement inférieure à 5 000 habitants,.
Évolution démographique
| 1999  | 2000  | 2001  | 2002  | 2003  | 2004  | 2005  | 2006  | 2007  |
| ----- | ----- | ----- | ----- | ----- | ----- | ----- | ----- | ----- |
| 4 876 | 4 871 | 4 868 | 4 884 | 4 904 | 4 928 | 4 911 | 4 915 | 4 936 |
| 2008  | 2009  | 2010  | 2011  | 2012  | 2013  | 2014  | 2015  | 2016  |
| 4 921 | 4 908 | 4 916 | 4 895 | 4 929 | 4 872 | 4 845 | 4 846 | 4 847 |
| 2017  | 2018  | 2019  | 2020  | 2021  |       |       |       |       |
| 4 873 | 4 874 | 4 915 | 4 952 | 4 981 |       |       |       |       |